# HMS Daring (H16)
Pour les autres navires du même nom, voir HMS Daring.

Le HMS Daring (H16) est un destroyer de classe D de la Royal Navy, construit en 1931 et coulé en 1940 par l'Unterseeboot 23.